# Wissem Harzi
Wissem Harzi (La Marsa, 8 dicembre 1995) è un ginnasta tunisino.

## Biografia
Ha vinto la medaglia d'argento ai XIV Campionati africani di ginnastica svoltisi in Namibia.
Ha rappresentato la Tunisia ai Giochi del Mediterraneo di Tarragona 2018.
Ai Giochi panafricani di Rabat 2019 vinto la medaglia di bronzo nel cavallo con maniglie.

## Palmarès
- Giochi panafricani

Rabat 2019: bronzo nel cavallo con maniglie;